# Morlanwelz-Mariemont
Morlanwelz-Mariemont est une section de la commune belge de Morlanwelz, située en Région wallonne dans la province de Hainaut.
C'était une commune à part entière avant la fusion des communes de 1977.

## Géographie

### Morphologie urbaine

#### Quartiers
La Malaise, Baume-Marpent, Le Condu, Clos de l'Étoile, Mariemont, Les Droits de l'Homme, une rue porte le nom, Parc Borel, L'Étoile, Bascoup et La Réunion.

#### Lieux-dits
Chauds Buissons, La Potrée, La Grattine, Cronfestu, Les Hayettes, Trô du Leu (Trou du Loup), Le Chien qui Pisse, Les Chaufours, Les Trois Arbres et La Lorraine.

#### Cités
Cité des Épines, cité du Sacré-Cœur et la cité de l'Olive.

#### Bois
Bois de l'Olive et Bois de Mariemont.

#### Terril
Terril Sainte-Henriette et Terril des Boulangers.

### Hydrographie
Morlanwelz-Mariemont est traversée par :
- La Haine, qui travers la localité de l'ouest au sud.
- Ruisseau de l'Olive, qui coule dans le bois du même nom qui se jette dans l'étang  des Épines.
- Le Petit Ruisseau, un influent de la Haine qui se jette dans ladite rivière.
- La Pichelotte.

## Évolution démographique
- Sources : NIS, Remarque : 1831 à 1970 = recensements, 1976 = nombre d'habitants au 31 décembre

## Histoire

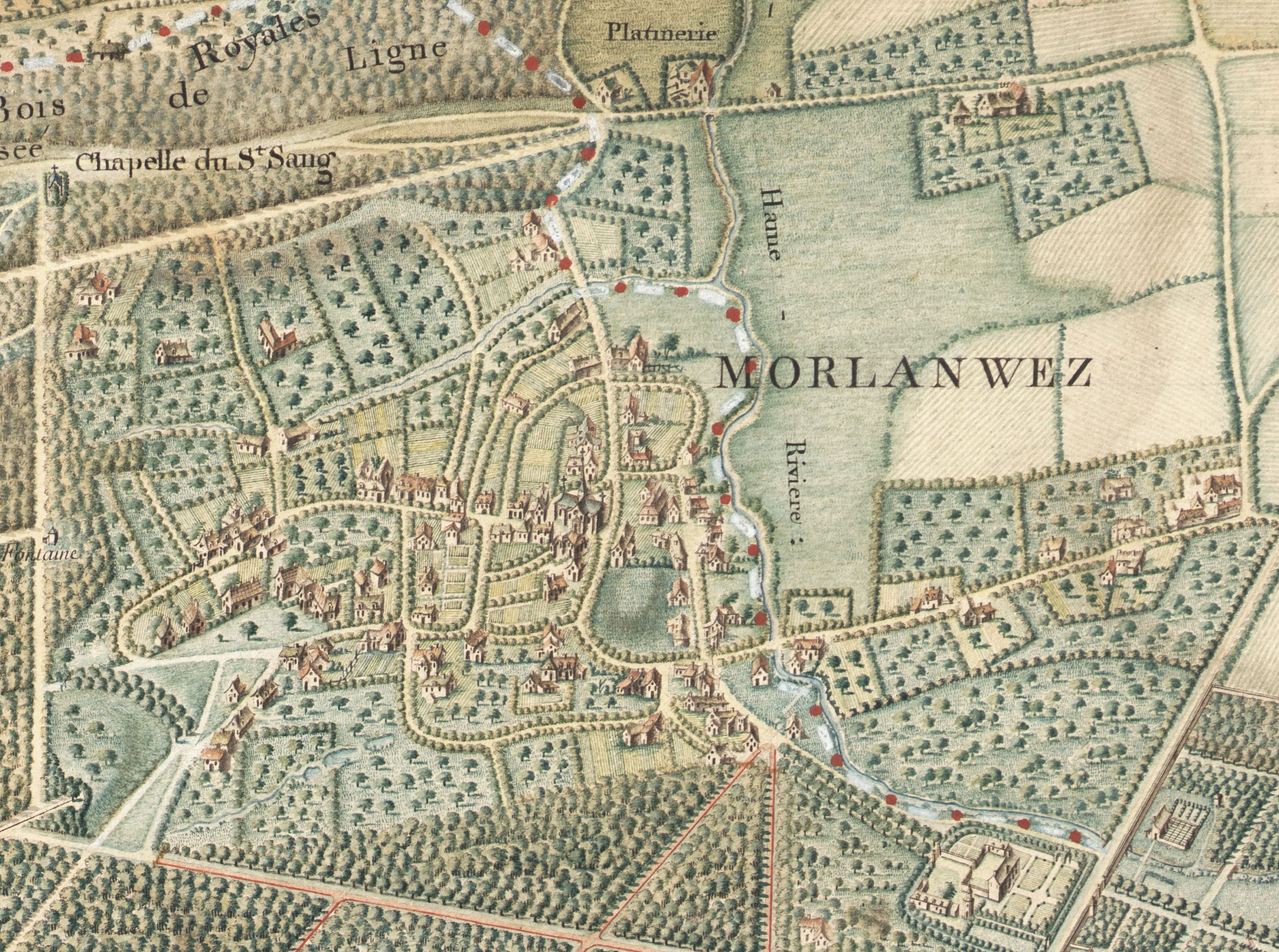
Morlanwelz vers 1780.

La présence romaine est attestée par la découverte des restes d'un fortin romain. Eustache 1er du Rœulx fit construire une forteresse à Morlanwelz et y créa un village nommé Haine-Poterie dans la moitié du XIIe siècle. pour défendre la frontière orientale du Hainaut, à proximité de la voie romaine Bavay-Cologne, contre les invasions liégeoises et brabançonnes.

## Patrimoine et culture

### Patrimoine, bâtiments remarquables et sites
Le patrimoine immobilier classé.

#### Patrimoine architectural et sites

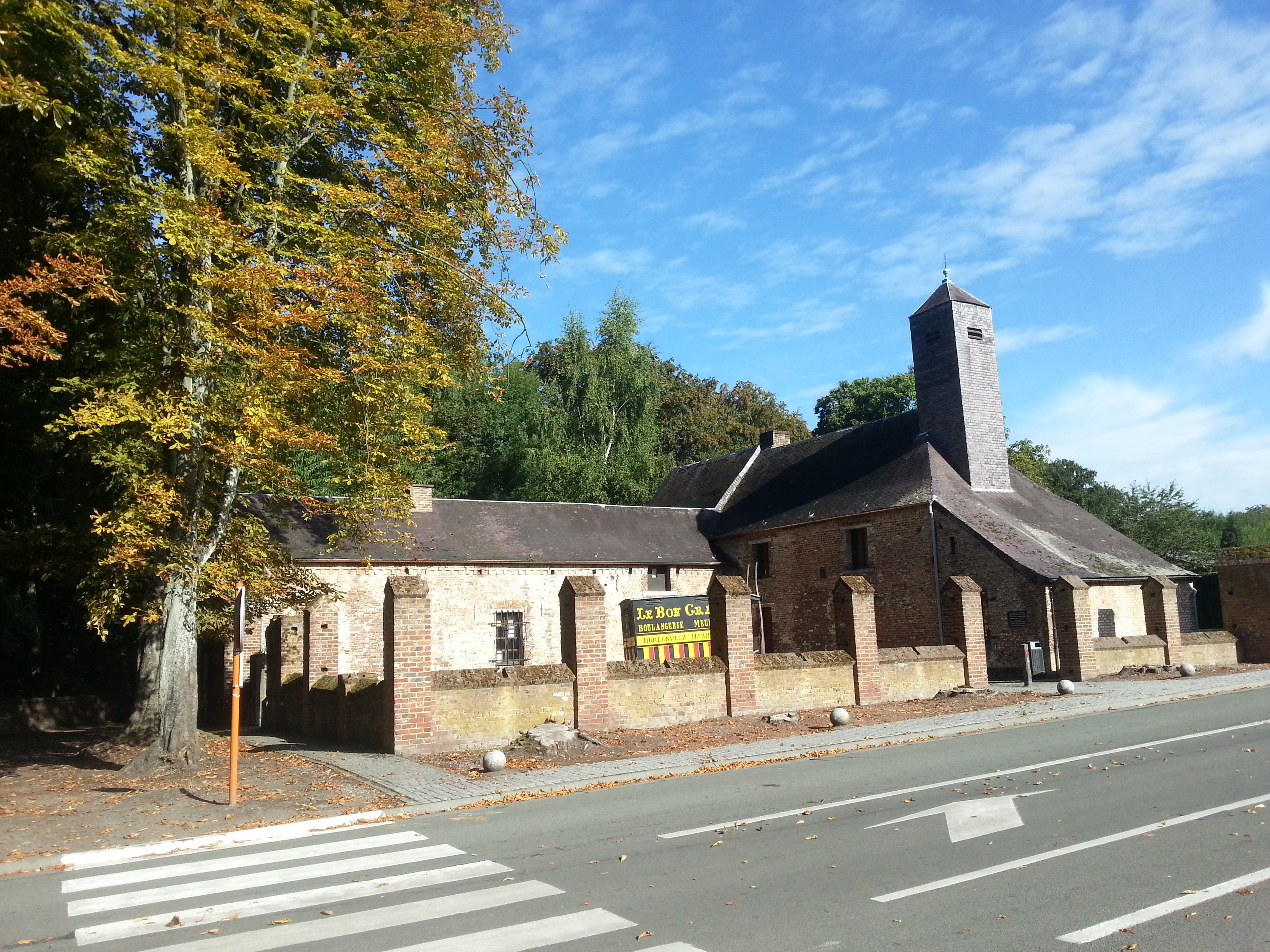
Prieuré de Montaigu.

- Les ruines de l'abbaye de l'Olive, fondée en 1218, reposent à Morlanwelz, dans le bois de Mariemont[1]. L'abbaye, fondée au XIIIe siècle sous le patronage de Notre-Dame de l'Olive par l'ermite Jean Guillaume, a vu les moniales exploiter tôt les réserves houillères de leur domaine et des bois voisins. Cette activité exceptionnelle, rentable jusqu'à la fin du XVe siècle, fut abandonnée en 1564. Dévastée à plusieurs reprises au XVe siècle, la petite communauté bénéficia de la protection de l'abbé d'Aulne, mais l'abbaye fut finalement détruite et mise en vente en 1796[2].
- Prieuré de Montaigu. Construit en 1615[3].L'église Saint-Martin (carte postale).

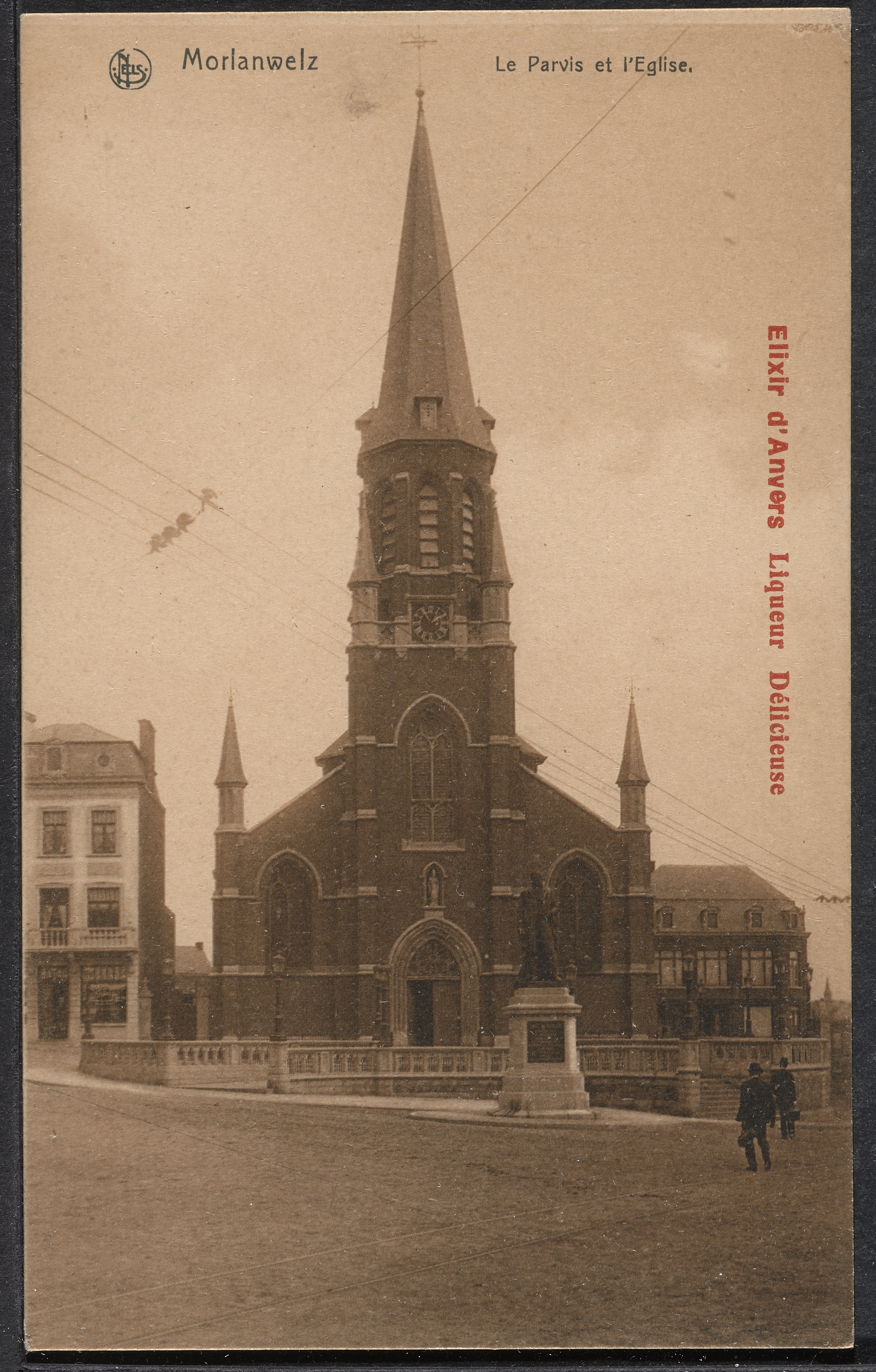
L'église Saint-Martin (carte postale).

- L'hôtel de ville, ancienne maison communale construite en 1851, a ensuite été transformée en local pour l'État-Major et la Garde Civique[4]. En 1893, il fut décidé de doter Morlanwelz d'un nouvel hôtel communal. En 1895, l'hôtel communal fut inauguré dans un style néo-gothique, à la suite d'un concours remporté par l'architecte Bisschops d'Ixelles[4].
- L'église Saint-Martin, construite entre 1862 et 1864 selon les plans de l'architecte Félix Laureys de Bruxelles, a coûté environ 150 000 francs. Elle a remplacé l'ancienne église, démolie en 1864. La première pierre a été posée le 2 octobre 1862, à 14 heures[5]. De style néo-gothique, la façade s'ouvre par un large porche. Elle est surmontée d'une tour en partie polygonale qui abrite trois cloches. Ce carillon égrènent les heures et les demi-heures et appellent aux offices.
- Sur le plateau dit « la terrasse Warocqué », est l'œuvre de Raoul Warocqué :
  - L'ancien orphelinat, inauguré en 1910, a été ravagé par un incendie en 1960[6]. IIl prit ensuite le nom de « Cité de l'Enfance » jusqu'en 1983, fut abandonné puis incendié une deuxième fois en 1992[6]. Aujourd'hui il ne reste plus que la façade avec la tour ;
  - L'ancienne crèche, inaugurée en 1901, avait initialement accueilli une vingtaine d'enfants, un nombre qui quadrupla quelques années plus tard. Faute d'enfants, la crèche fut fermée en 1946, et le bâtiment fut alors réaffecté pour accueillir l'École professionnelle provinciale[7] ;L'hôtel communal.

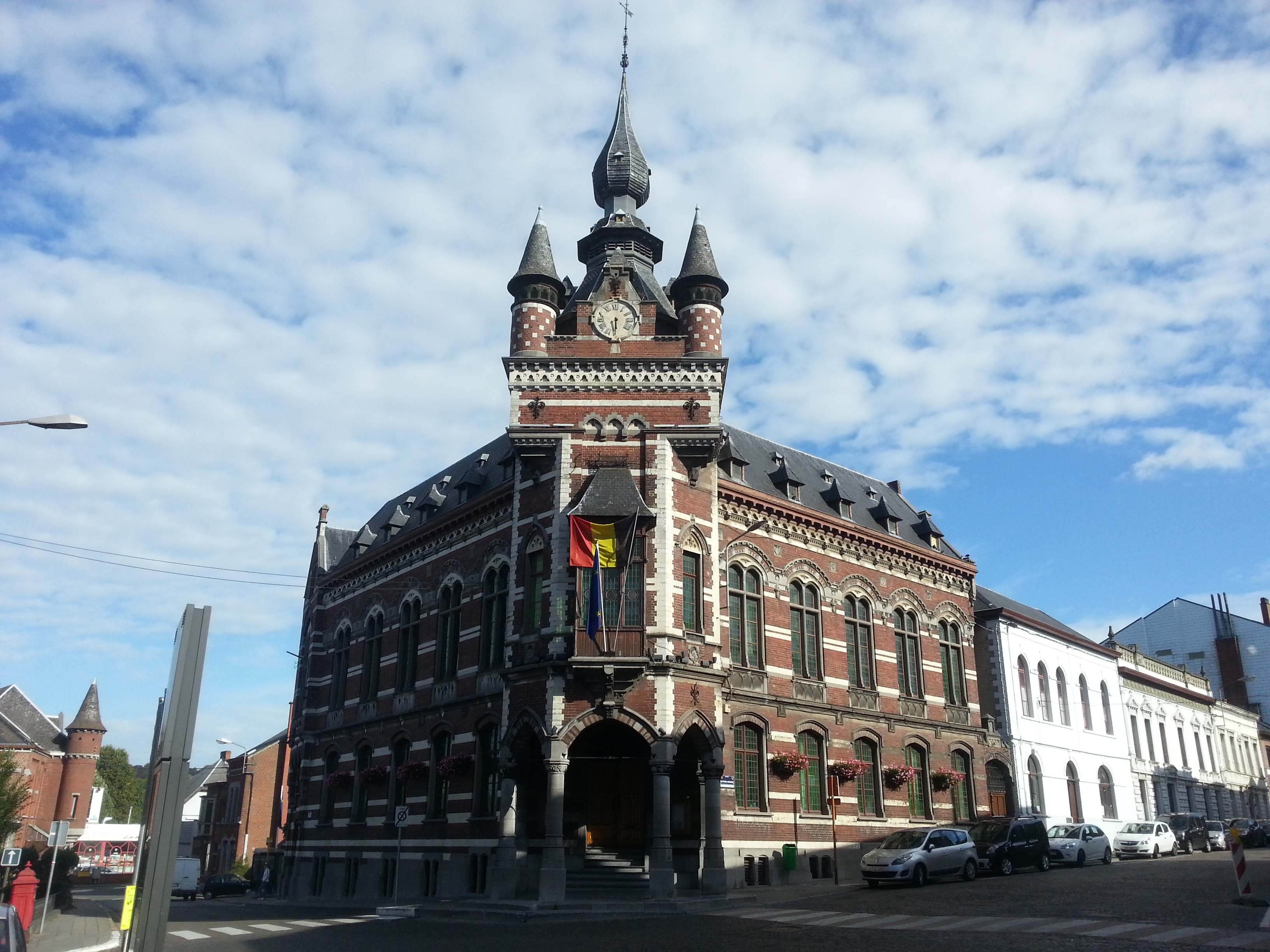
L'hôtel communal.

  - L'ancienne maternité, ouverte en 1907 par la Princesse Elisabeth[8]. Le bâtiment avait accueilli une auberge de jeunesse en 1947 avant de fermer ses portes en 1968[8]. Aujourd'hui le bâtiment devenu le site à l'Institut Provincial des Arts et Métiers du Centre.
- Les bâtiments de l'ancien charbonnage de la Réunion faisaient partie des sites d'extraction de la Société Anonyme des Charbonnages de Mariemont-Bascoup, fondée en 1913. Cependant, la section de Mariemont remonte à sa première forme en 1802. Ces constructions datent du deuxième tiers du XIXe siècle[2].
- Les anciennes hôtelleries du Centre, construites en 1899, accueillaient de nombreuses œuvres sociales[9] et démolis en 1981[10]. L'édifice se trouvait à l'angle des rues Arthur Warocqué, et Léon Moyaux.
- La Cité de l'Olive, édifiée en 1854 par les Charbonnages de Mariemont-Bascoup, occupe le site de l'ancienne abbaye de l'Olive[11].
- Cité du Sacré-Cœur. Construite par la société du Bon Grain vers 1930, elle se compose de vingt-quatre maisons ouvrières disposées autour d'une place centrale, au milieu de laquelle se dresse une statue du Sacré-Cœur[12].
- Le Domaine de Mariemont, s'étendant sur environ 45 hectares clôturés, abrite le Musée royal de Mariemont ainsi que l'École provinciale d'Horticulture[13].
  - Fontaine archiducale ou de Spa, érigée en 1741, reconstruite en 1893 à la demande des Warocqué après les fouilles d'A. Peny, puis déplacée vers 1950 devant le fer à cheval[14].
  - Les ruines de l'ancien château de Charles de Lorraine. Construit entre 1755 et 1757 par l'architecte lorrain Jean-Nicolas Jadot, il fut ensuite repris successivement par Fault et Laurent-Benoît Dewez, architecte de la cour de 1766 jusqu'à la mort du prince en 1780. En 1794, le château fut incendié et pillé par les troupes révolutionnaires françaises[14].
  - Orangerie, située au nord-ouest du château princier, est un bâtiment de style classique datant de 1776 et 1777[14].

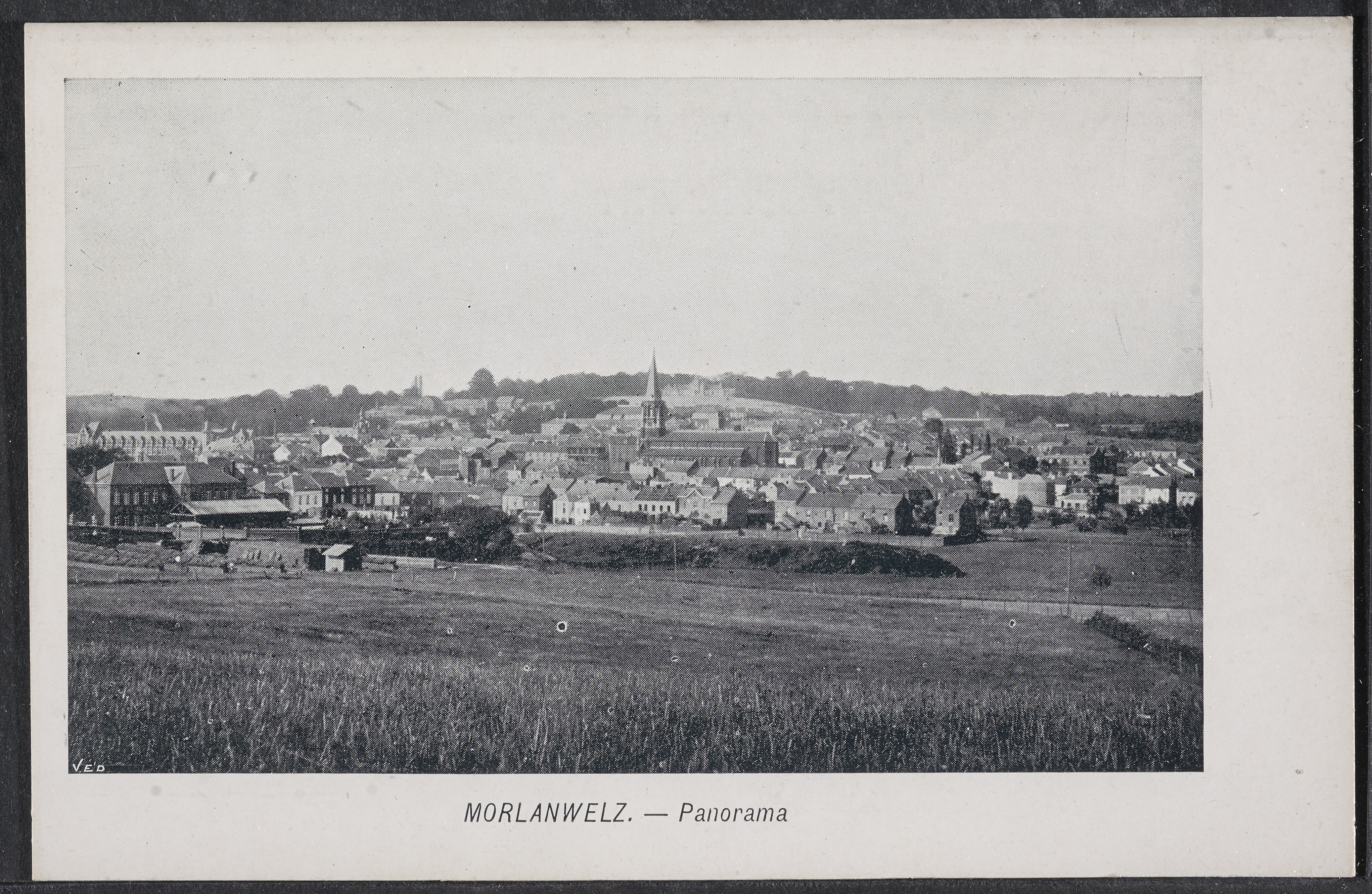
Panorama dans les années 1900.

  - Panorama dans les années 1900.Fer à cheval. Vestiges de la rampe en fer à cheval, résultant de la dénivellation de la vallée de la Haine. Construite en 1778 par Dewez avec l'aide de Montoyer en tant qu'entrepreneur. Elle se trouve derrière les ruines du château de Charles de Lorraine[15].
  - Entrée nord du parc, petit ensemble architectural de style néo-classique datant du XIXe siècle[15].
  - Musée royal de Mariemont. Situé sur le site de l'ancien château de style néo-classique de la famille Warocqué, détruit par un incendie en 1960, ce remarquable édifice a été conçu entre 1962 et 1967 par l'architecte Roger Bastin et inauguré en 1975. Le château précédent, construit en 1831 par l'arrière-grand-père de Raoul Warocqué, avait été réalisé selon les plans de Tilman-François Suys[15].
  - Jardin d'hiver et serres. Une composition du XIXe siècle comprenant un vaste bâtiment ayant autrefois abrité le jardin d'hiver, précédé de chaque côté par deux serres de hauteurs différentes, aujourd'hui démolies. Ces serres étaient situées sur une grande terrasse accessible par un escalier monumental, flanqué de deux autres serres adossées au mur soutenant la terrasse[15].
  - Sépulture de la famille Warocqué, située au sud de la roseraie, construite au XIXe siècle[16].

#### Patrimoine monumental
- Le monument Arthur Warocqué, inauguré en octobre 1884[17] sur la place Roosevelt (anciennement appelée place des Écoles), rend hommage au Bourgmestre Arthur Warocqué (1835-1880). Cette statue est une création du sculpteur bruxellois Vincotte[18].
- La statue d'Abel Warocqué (1805-1864) a été inaugurée le 15 novembre 1868[19], [20], [21].
- Le monument aux Aux Héros de la Résistance. Se situe à gauche de l'hôtel de ville.
- Le monument aux morts. Se situe place Georges Warocqué.

#### Patrimoine scolaire
- L'école communale mixte (place Roosevelt), construite en 1871 par l'architecte Tirou, s'inspire du Palais du Sénat situé dans les Jardins du Luxembourg à Paris[22].
- L'école fondamentale provinciale d'Application de Morlanwelz, édifiée en 1917 par Raoul Warocqué.[23].
- Le Lycée Warocqué, édifié en 1915, se situe sur un terrain entre l'ancienne crèche et l'Athénée, une réalisation de Raoul Warocqué[24].
- Institut Technique de la Communauté Française, construit en 1935 pour remplacer l'école des filles, une rotonde et une nouvelle aile ont été ajoutées vers 1950[25].
- L'Athénée du Centre, érigée en 1909 grâce à la générosité de Raoul Warocqué[26].

### Culture

#### Folklore

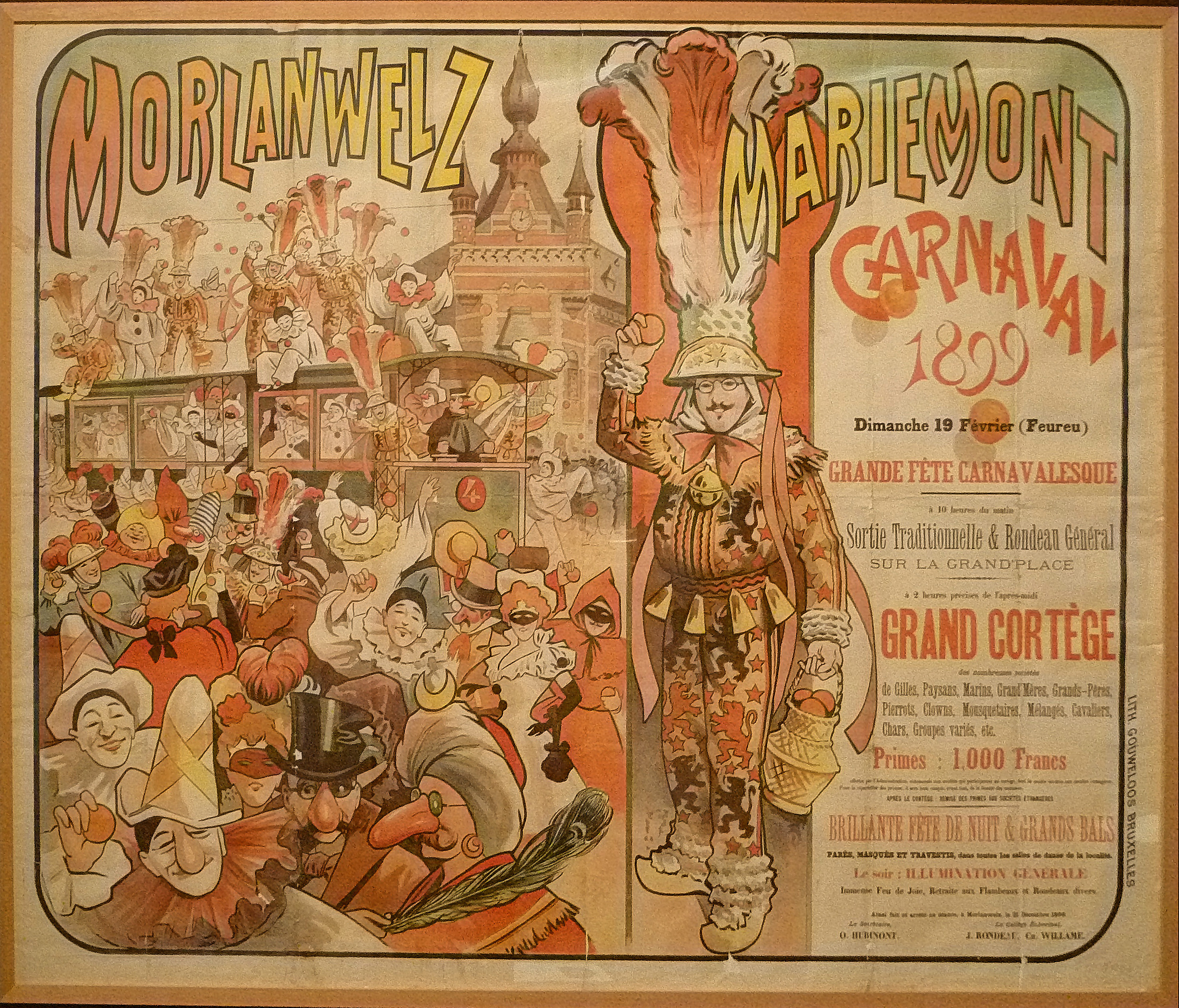
Affiche du carnaval de 1899 conservée au musée de Mariemont.

Le Feureu : c'est un carnaval qui s'inscrit dans le cadre des manifestations folkloriques de la région du Centre, en Belgique. À Morlanwelz, les gilles sortent dès les premières heures du dimanche de la quadragésime et dansent selon la tradition locale, très proche de celle de Binche. La fête connaît un moment d'apothéose le lundi soir lors du feu d'artifice qui se donne autour d'un grand feu. La synthèse de deux traditions, celle du gille et celle des « feures » est ainsi réalisée. Les « feures » étaient des torches de paille enflammées attachées à des bâtons et jetées dans les branches des arbres fruitiers pour détruire la vermine. Ce rite s'accompagnait de chansons appelant les arbres à porter de beaux fruits.

#### Musée
Musée Royal de Mariemont. Ce musée d'art et d'histoire, ouvert le 9 avril 1920, rassemble les diverses collections de Raoul Warocqué, dernier propriétaire de Mariemont, qu’il légua à sa mort en 1917 à l’État belge, avec l’ensemble du domaine de Mariemont.

Musée de Mariemont.
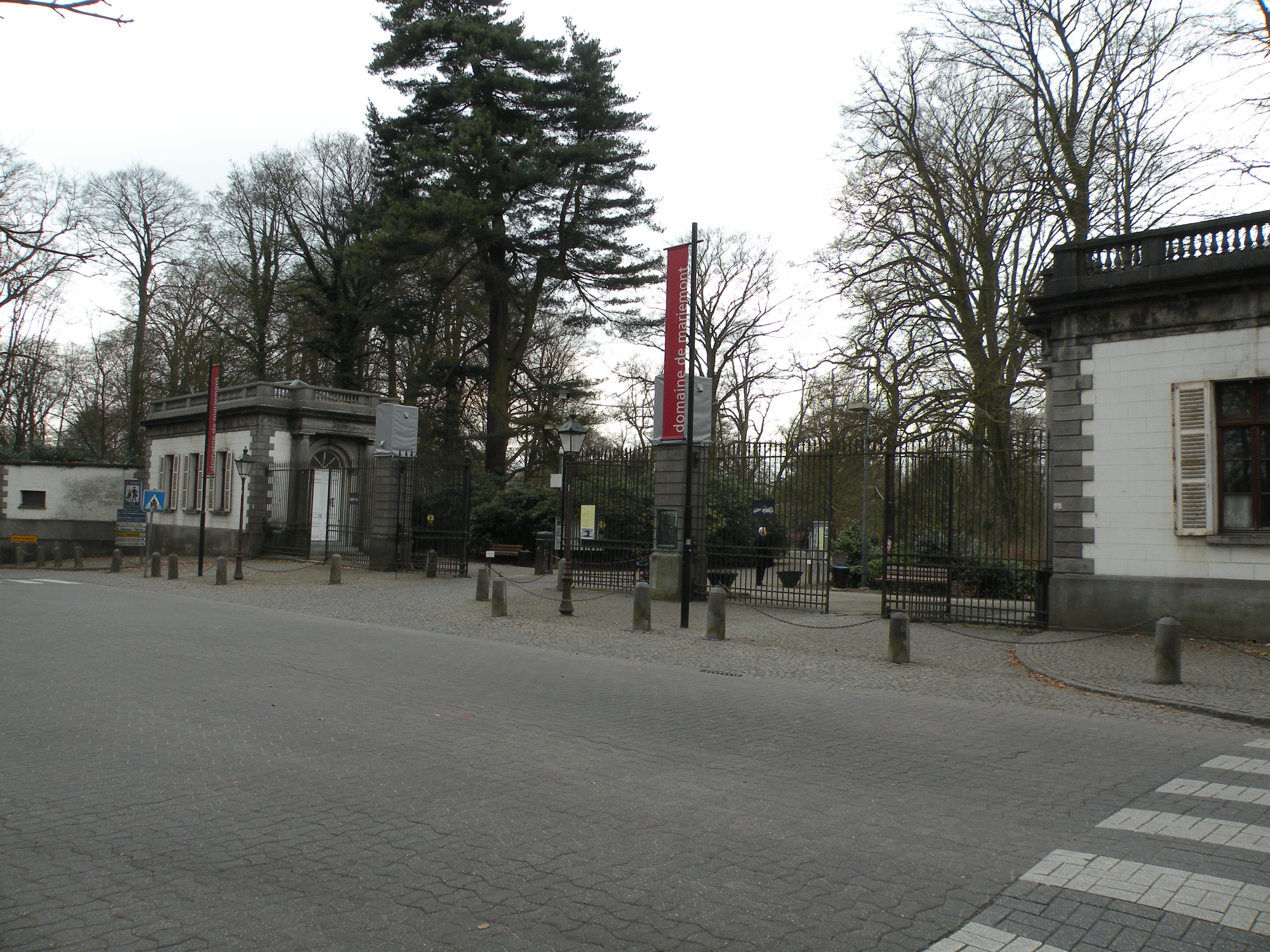
L'entrée du parc de Mariemont.

#### Bibliothèque
Bibliothèque communale, Allée des Hêtres.

#### Événements
Morlanwelz sur Mississippi (jazz), la Journée sans voiture (le 3e dimanche de septembre), le jogging Les Crêtes de l'Olive (le 4e dimanche d'octobre), le grand marché de Noël sous chapiteaux (le 1er week-end de décembre), Morlanwelz en Fête Voyage en Italie (le 3e week-end de mai).

## Enseignement

### Enseignement communal
École communale du Wairaux, école communale mixte de la Place Roosevelt.

### Enseignement provincial

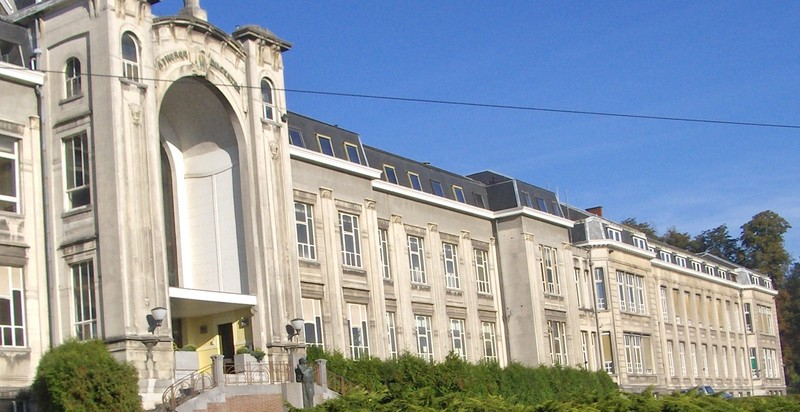
Athénée Provinciale Warocqué.

H.E.P.H. Condorcet / Catégorie pédagogique (anciennement E.N.F.H.), I.P.E.P.S. - Morlanwelz / Institut Provincial d'Enseignement de Promotion Sociale - Morlanwelz, Application - maternel et primaire / École fondamentale provinciale d'Application : enseignement maternel et primaire, Athénée Provincial Mixte Warocqué.

### Enseignement de la Fédération Wallonie-Bruxelles (Communauté française)
Institut technique de la Communauté française (ITM). Institut d'enseignement de promotion sociale, Haute école de la communauté française du Hainaut (HECFH).

### Enseignement Libre
Enfant-Jésus maternel et primaire / École maternelle et primaire libre subventionnée de l'Enfant-Jésus.

### Académie
Académie de Morlanwelz : musique, danse, arts de la parole, place Franklin Roosevelt.

## Économie

### Commerces
Dans le passé, Morlanwelz avait beaucoup de commerces situé dans le centre-ville mais le centre a subi un déclin des commerces à la suite de l'installation des grandes surfaces plus près et dans les environs. Il reste encore quelques commerces comme par exemple cafés, bijouteries, opticiens, épiceries, etc.

### Services de santé

#### Maison de repos
- Maison de repos, La Maison de Mariemont[27], rue Eugène Dufossez.
- La nouvelle Harmonie, rue des Ateliers.

#### Centre de soins
- Mariemont Mieux-être rue Eugène Dufossez.
- Polyclinique Acacia, rue de la Grattine.

## Sports et vie associative

### Sports

#### Clubs
- Tennis : Royal Tennis Padel Club Morlanwelz.
- Tir : Société Royale de Tir.

#### Infrastructures
- Stade de la Malaise.
- Hall omnisports de Morlanwelz.
- Salle Lucien Walravens.

## Personnalités
- Brice Depasse (né en 1962), auteur, journaliste et animateur de radio.
- Elio Di Rupo (né en 1951), Ancien Ministre-président de la Wallonie et député européen.
- Léon Guinotte (1879-1950), industriel et homme politique.
- Lucien Guinotte (1925-1989), peintre.
- Marius Lecompte (1902-1970), paléontologue et géologue.
- Louis Montoyer (1749-1811), architecte.
- Abel Warocqué, (1805-1864), industriel, maître de charbonnages et ancien bourgmestre de Morlanwelz.
- Raoul Warocqué (1870-1917), homme d'affaires et ancien bourgmestre de Morlanwelz.